# Bisdom Sokoto
Het bisdom Sokoto (Latijn: Dioecesis Sokotoensis) is een rooms-katholiek bisdom met als zetel Sokoto, de hoofdstad van de staat Sokoto in Nigeria. Het bisdom is suffragaan aan het aartsbisdom Kaduna.

## Geschiedenis
Het bisdom werd opgericht op 29 juni 1953, uit gebied van de apostolische prefectuur Kaduna, als de apostolische prefectuur Sokoto. Op 16 juni 1964 werd het een bisdom. 
Op 15 december 1995 verloor het gebied bij de oprichting van de apostolische prefectuur Kontagora. 

## Parochies
In 2020 telde het bisdom 27 parochies. Het bisdom had in 2020 een oppervlakte van 68.068 km2 en telde 17.468.675 inwoners waarvan 0,2% rooms-katholiek was.

## Bisschoppen
- Edward Thaddeus Lawton (15 januari 1954 - 19 december 1966)
- Michael James Edward Dempsey (13 juli 1967 - 3 december 1984)
- Kevin Joseph Aje (3 december 1984 - 10 juni 2011, coadjutor sinds 15 oktober 1982)
- Matthew Hassan Kukah (10 juni 2011 - heden)

Kaduna (aartsbisdom) · Kafanchan · Kano · Kontagora · Minna · Sokoto · Zaria